# Archie Gray
Archie James Francis Gray (Durham, 12 maart 2006) is een Engels-Schots voetballer die doorgaans speelt als middenvelder. In juli 2024 verruilde hij Leeds United voor Tottenham Hotspur.

## Clubcarrière
Gray speelde vanaf zijn achtste levensjaar in de jeugdopleiding van Leeds United. Hier zat hij op zijn vijftiende voor het eerst op de bank bij het eerste elftal, toen op 18 december 2021 in de Premier League gespeeld werd tegen Arsenal. Hij kwam tijdens dit duel echter niet in actie.
Nadat Leeds United aan het einde van het seizoen 2022/23 degradeerde naar het Championship, maakte Gray zijn debuut tijdens de eerste speelronde van de jaargang erop. Op 6 augustus 2023 werd in eigen huis gespeeld tegen Cardiff City. Die club kwam door doelpunten van Josh Bowler en Iké Ugbo op voorsprong, maar Liam Cooper en Crysencio Summerville zorgden uiteindelijk voor een gelijkspel: 2–2. Gray mocht van coach Daniel Farke in de basisopstelling beginnen en hij werd in de blessuretijd van de tweede helft naar de kant gehaald ten faveure van Sonny Perkins. In januari 2024 werd zijn verbintenis bij Leeds opengebroken en met drie seizoenen verlengd tot medio 2028. Gray kwam in zijn debuutseizoen tot vierenveertig competitiewedstrijden en kwalificeerde zich met het team voor de play-offs om promotie naar de Premier League. Hierin was Southampton te sterk.
Op 2 juli 2024 werd bekendgemaakt dat Gray een zesjarig contract ondertekende bij Tottenham Hotspur, uitkomend in de Premier League. Tottenham Hotspur zou circa dertig miljoen pond hebben betaald, nadat Gray al een medische keuring was ondergaan om te tekenen bij Brentford. Bij de Londense club gebruikte coach Ange Postecoglou hem voornamelijk als verdediger. Hij speelde in totaal zesenveertig wedstrijden en speelde een rol in het winnen van de UEFA Europa League. Tot en met de achtste finales kwam hij in elk duel in actie en daarna mocht hij in de slotfase van de gewonnen finale tegen Manchester United (1–0) invallen.

## Clubstatistieken
| Seizoen | Club              | Competitie     | Competitie | Competitie | Beker | Beker | Internationaal | Internationaal | Totaal | Totaal |
| Seizoen | Club              | Competitie     | Wed.       | Dlp.       | Wed.  | Dlp.  | Wed.           | Dlp.           | Wed.   | Dlp.   |
| ------- | ----------------- | -------------- | ---------- | ---------- | ----- | ----- | -------------- | -------------- | ------ | ------ |
| 2023/24 | Leeds United      | Championship   | 47         | 0          | 5     | 0     | —              | —              | 52     | 0      |
| 2024/25 | Tottenham Hotspur | Premier League | 28         | 0          | 7     | 0     | 11             | 0              | 46     | 0      |
| Totaal  | Totaal            | Totaal         | 75         | 0          | 12    | 0     | 11             | 0              | 98     | 0      |

Bijgewerkt op 20 juni 2025.

## Trivia
- Archie Gray werd de vierde generatie van de familie die voor Leeds United speelde na zijn overgrootvader Eddie, grootvader Frank en vader Andy.[7] Zijn broertje Harry debuteerde in april 2025 voor Leeds.[8]

## Erelijst
| UEFA Europa League | 1 | 2024/25 |